# محمد ناير
محمد ناير (مواليد 10 نوفمبر 1982) كاتب مصري، تخرج في كلية الصيدلة جامعة حلوان عام 2005. بدأ حياته المهنية بفيلم (أعز أصحاب) 2009، بعدها توالت أعماله بأفلام (الوتر) 2010، و(إذاعة حب) 2011. كما قدم ناير عدة مسلسلات تليفزيونية، مثل (المواطن إكس) 2011، (فيرتيجو) 2012، (سر علني) 2012، و(صديق العمر) 2012.

## أعماله

### في التمثيل
- فيلم بوشكاش. 2008
- فيلم حفل زفاف. 2009
- مسلسل أفيش وتشبيه. 2006

### في التأليف
- مسلسل ألف ليلة وليلة . 2015
- مسلسل صديق العمر . 2014
- مسلسل سر علني . 2012
- رواية "بعد الوقت"
- مسلسل القيصر.2016
- مسلسل ريفو[2]

### في السيناريو والحوار
- فيلم سوء تفاهم . 2015
- مسلسل المواطن اكس . 2011
- مسلسل فيرتيجو. 2012
- فيلم اذاعة حب.2011